# ولسوالی علیشنگ
علیشنگ یکی از ولسوالی‌های ولایت لغمان در خاور افغانستان است. جمعیت آن در سال ۲۰۰۶ میلادی، ۶۸،۱۵۳ نفر اعلام شده است.